# Neêrzelderd
Het waterschap Neêrzelderd (ook Neder- of Neerzeldert) was een klein waterschap in de gemeente Hoogland in de Nederlandse provincie Utrecht. Het omvatte de polder met dezelfde naam. Het werd in 1929 opgeheven.